# Ocnița, Ocnița
Ocnița este un sat din raionul Ocnița, Republica Moldova. Este situat la 5 km de orașul Ocnița și la 225 km de Chișinău. Are 3.172 locuitori. 
Aici se află fosta moșie a scriitorului Constantin Stamati, în conacul căruia sunt amplasate un muzeu memorial și mormântul scriitorului.

## Demografie

### Structura etnică
Structura etnică a satului conform recensământului populației din 2004:
| Grup etnic | Populație | % Procentaj |
| ---------- | --------- | ----------- |
| Români     | 3.063     | 98,29%      |
| Ucraineni  | 31        | 0,99%       |
| Ruși       | 12        | 0,39%       |
| Bulgari    | 1         | 0,03%       |
| Găgăuzi    | 1         | 0,03%       |
| Polonezi   | 1         | 0,03%       |
| Alții      | 7         | 0,22%       |
| Total      | 3.116     | 100%        |

## Galerie de imagini

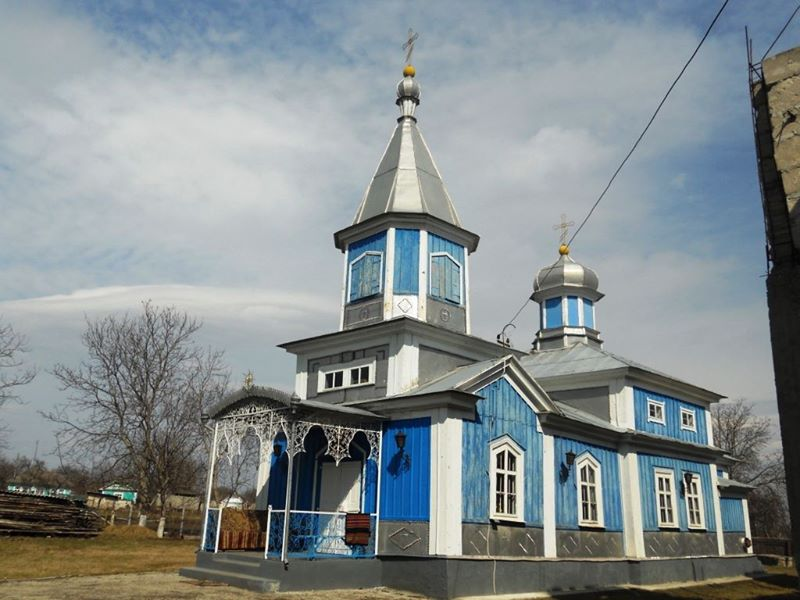
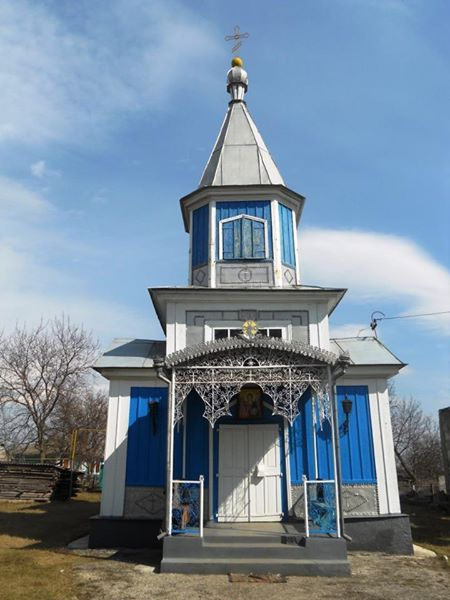
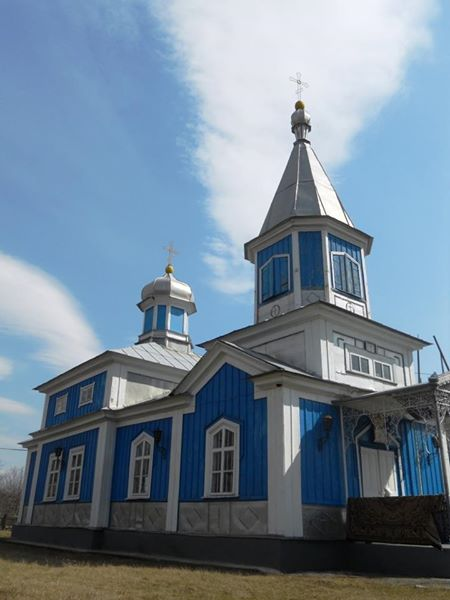
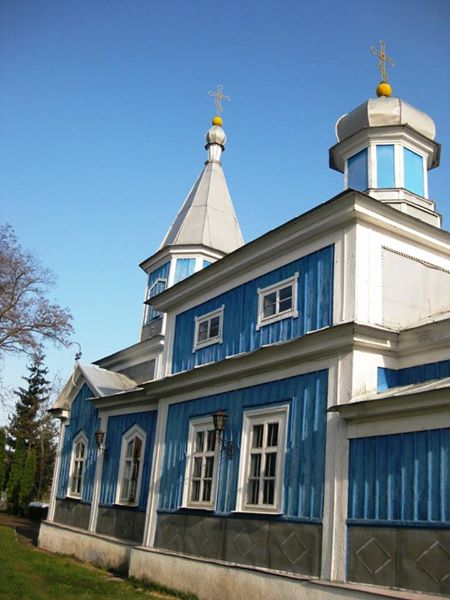
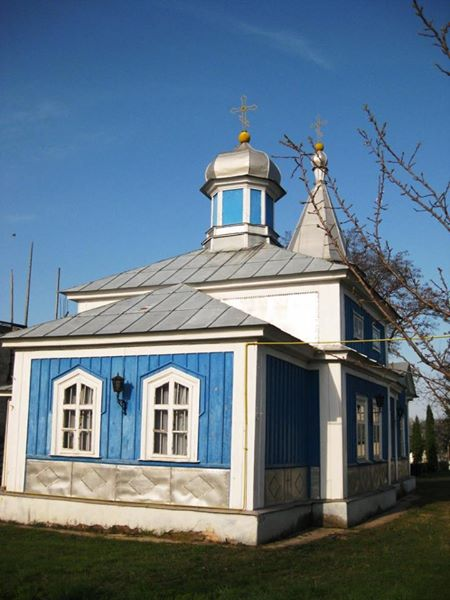

Biserica de lemn „Sf. Arhanghel Mihail” din localitate, monument ocrotit de stat.